# 1960 في السودان
فيما يلي الأحداث التي وقعت خلال عام 1960 في السودان.

## إنشاءات
- قد أنشئ بنك السودان المركزي.[1]
- 15 أكتوبر أُنشئ الحرس الجمهوري.[2]
- اللجنة الفنية الاستشارية المشتركة بين السودان وإثيوبيا، وتختص بتبادل المعلومات حول الموارد المائية والأنهر المشتركة والإنذار المبكر حول الأنهار والفيضانات ومقاييس نسب المياه على الأنهار.[3]

## سياسة
- الرئيس المصري جمال عبد الناصر يزور السودان للمرة الأولى بعد انقلاب إبراهيم عبود.[4]

## مواليد
- عبد الفتاح البرهان، رئيس المجلس العسكري الجديد في السودان.[5]